# 福冈县
福岡縣（日语：／〔〕 Fukuoka ken */?）是位於日本九州島最北部的一個縣，西北部臨日本海（響灘、玄界灘），東北部臨瀨戶內海（周防灘），西南臨佐賀縣和有明海，南部和熊本縣接壤，東部和大分縣接壤。人口約510萬，是九州地方人口最多的縣，也是日本三大都市圈以外唯一人口密度超過每平方公里千人的縣。縣廳所在地是福岡市，縣內則有福岡市、北九州市兩個政令指定都市。自明治時代起曾因煤礦資源而成為日本一大重工業地區，現在經濟則以服務業為主。
福岡縣在令制國時代分屬豐前、與三國。1600年（慶長5年）關原之戰後，黑田長政因為戰功而被德川家康封給筑前國領地，接替小早川秀秋入主名島城，黑田長政在翌年於當時的那珂郡警固村福崎一帶（位於現在的福岡市中央區）建築新的城堡並以「福岡城」為名；「福岡」之名稱由來自黑田氏家族發跡地備前國福岡庄（位於現在的岡山縣瀨戶內市長船町福岡）:23。原本備前國的「福岡」地名是取「有丘陵的土地」的祥瑞地名。
福岡縣的地理位置靠近東亞大陸，距離該縣最近的特大都市是大韩民国釜山廣域市而非日本國內城市，而福岡市距离中华人民共和国上海市的距離也與到東京的距離相當。也因此自古代開始就是東亞文化流入日本的窗口，現在也有眾多前往韓國、中國大陸、台灣的直通航線。

## 歷史

### 史前時代至平安時代

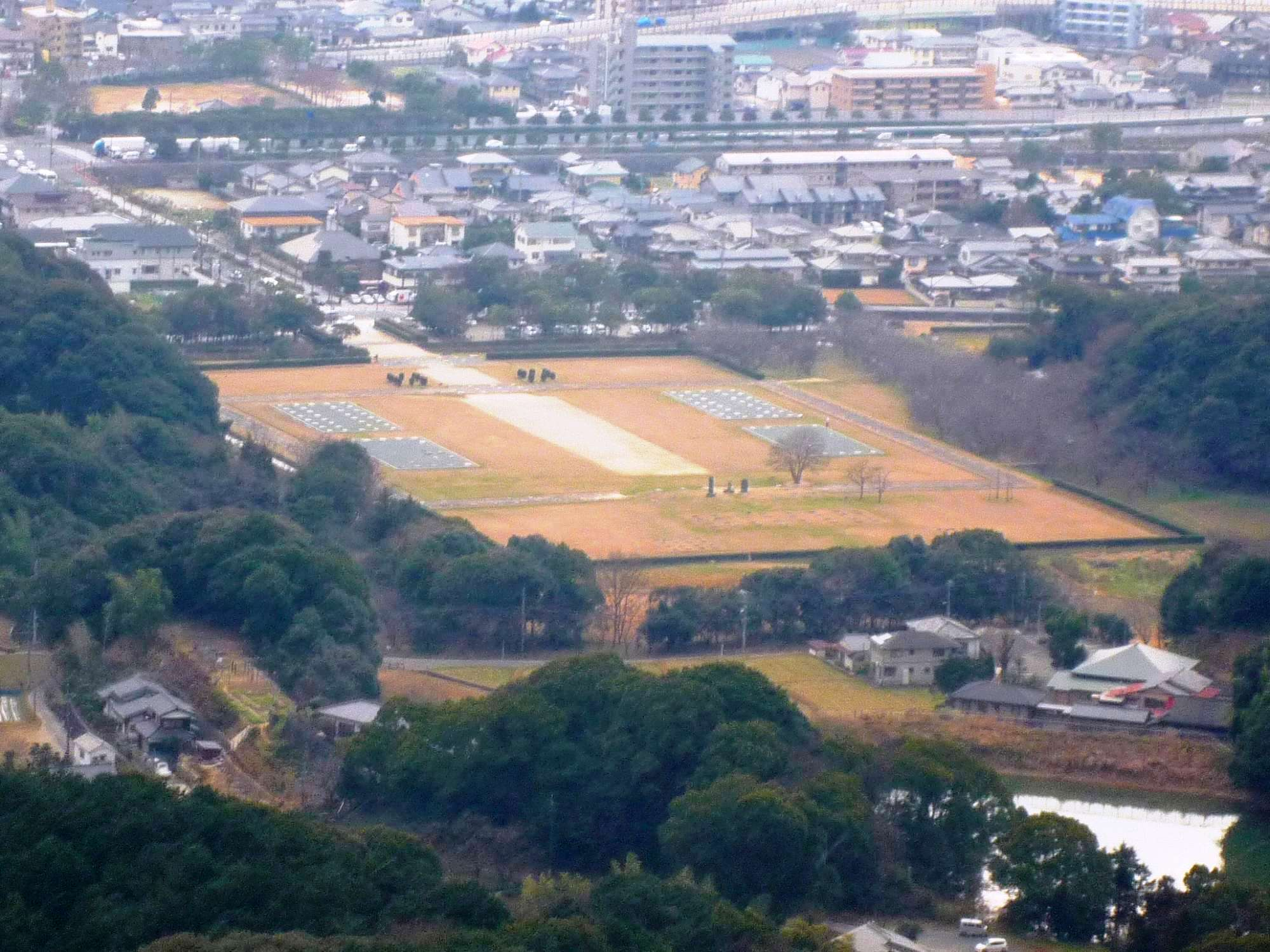
大宰府遺跡

福岡縣內有多處舊石器時代的遺跡，縣內主要遺跡有春日市西南部的門田遺跡、福岡市博多區的諸岡遺跡等地。福岡市的柏原遺跡、那珂川町的深原遺跡等地則是福岡縣內代表性的繩文時代遺跡:26。繩文時代後期，水稻種植技術傳入日本，考古學家曾在福岡市的板付遺跡發現了水田遺跡:27。彌生時代之後，福岡縣內的遺跡數量也大幅增加，出土了大量土器，並發掘出了高品質的石斧:28。彌生時代的九州地方北部已成為日本和東亞大陸之間貿易往來最為密切的地區，福岡縣發現了這一時期的朝鮮青銅器和中國鏡等文物:29。在後漢書中，記載有57年時漢光武帝授予奴國使節金印，而後在18世紀，於現在的福岡市志賀島出土的金印上刻有「漢委奴國王」，印證了這一歷史記載。
古墳時代之後，5世紀後期至6世紀初期，福岡縣開始出現獨自的古墳文化，代表性古墳有石人山古墳、岩戶山古墳等地:31。4世紀之後，大和朝廷的勢力開始擴張到九州北部地區，並在6世紀時已取代當地的豪族勢力，成為福岡縣的支配勢力:32。7世紀初，由於福岡縣是對東亞大陸重要的外交窗口，大和政權在福岡地區設立筑紫大宰，主管對中國和朝鮮半島的外交:33。7世紀中期，倭國在白江口之戰中不敵唐朝、新羅聯軍。戰後倭國在福岡地區設立大宰府，並修築大野城等防禦設施，設筑紫館作為接待外國使節的場所:34。
日本實施律令制之後，現在的福岡縣在當時分屬豐前國、國、國三國，而大宰府則是介於中央政權和令制國之間的行政機構:35。在奈良時代，福岡地區不僅是遣唐使的主要出發地之一，也是遣新羅使的出發地，並且是日本和東亞大陸之間貿易的主要據點:39。平安時代之後，隨著班田制的解體，福岡地區的社會也發生很大變化。10世紀初期，菅原道真曾被流放至大宰府:41。1019年（寬仁3年），九州北部發生名為刀伊入寇的女真族入侵事件並被大宰府擊退:42。11世紀之後，隨著朝鮮半島和中國大陸的局勢趨於穩定，日宋貿易繁盛，福岡地區也成為日宋貿易的主要據點:43。

### 鎌倉時代至江戶時代

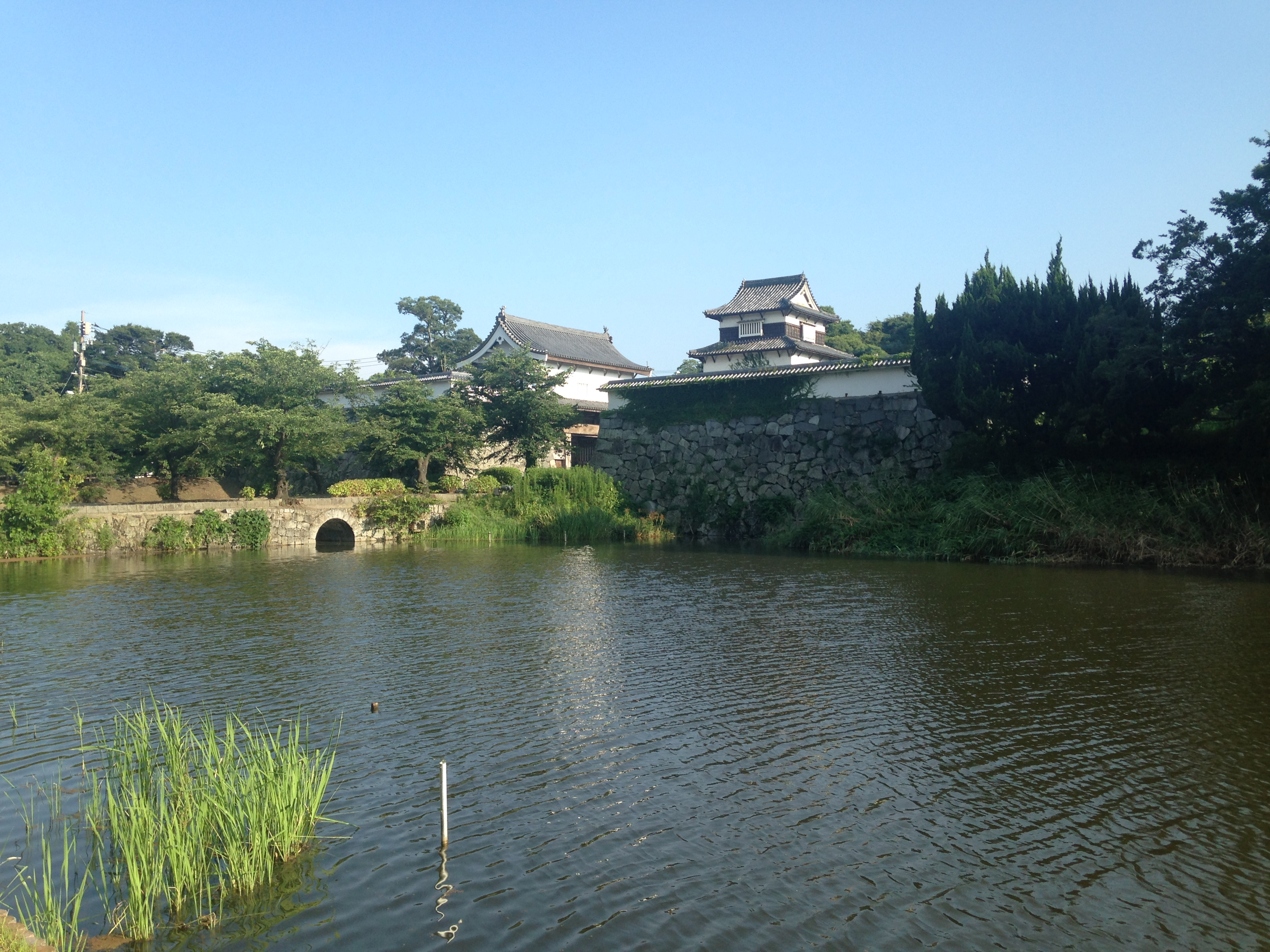
福岡城

12世紀中期，九州北部地區是平氏政权的支配地區，但也引發當地武士勢力的反抗。壇之浦之戰後，九州北部也進入鎌倉幕府的勢力範圍:44。1274年（文永11年）和1281年（弘安4年），蒙古兩次入侵日本，福岡地區是兩國交戰的前線:44。幕府為加強對九州北部的控制而設立鎮西探題，結果反而引發九州在地御家人的倒戈:44。南北朝時期，福岡地區也被捲入混戰，一色氏、澀川氏等勢力雖曾被任命為九州探題，但實際上並未對全福岡地區進行有效統治:46。
15世紀前期，大內氏勢力興起，成為筑前、豐前兩國的支配勢力:48。而大友氏則是筑後國的支配勢力。兩者之間的抗爭最終以大友氏獲得勝利，取得九州北部大部分地區的支配權而告終:49。1586年（天正14年），豐臣秀吉開始九州征伐。翌年豐臣秀吉論功行賞，對九州的大名進行重新配置，福岡地區分屬小早川氏、毛利氏、立花氏、黑田氏等勢力:50。
關原之戰後，德川家康重新分封各地大名，黑田長政入封福岡藩，成為福岡地區的最大勢力。此外現福岡縣轄區內還有久留米藩、柳河藩、小倉藩、三池藩等藩:50。福岡地區各藩均重視修築城郭和城下町，典型例有福岡城、小倉城、久留米城、柳川城:51。各藩亦積極進行治水和新田開發以發展農業，並通過實施專賣制度等方法擴充財政財源:53。連接小倉和長崎之間的長崎街道是九州北部主要的貿易路線，沿線有眾多宿場:53。藩校和私塾提高了武士階級及民眾的文化水準，使得福岡藩在江戶時代後期出現了眾多學者:53。但另一方面，江戶時代福岡地區農民的稅賦負擔沉重，時有百姓一揆發生，其中又以久留米藩的享保一揆、寶曆一揆規模最大，規模波及全藩:54。

### 福岡縣的誕生

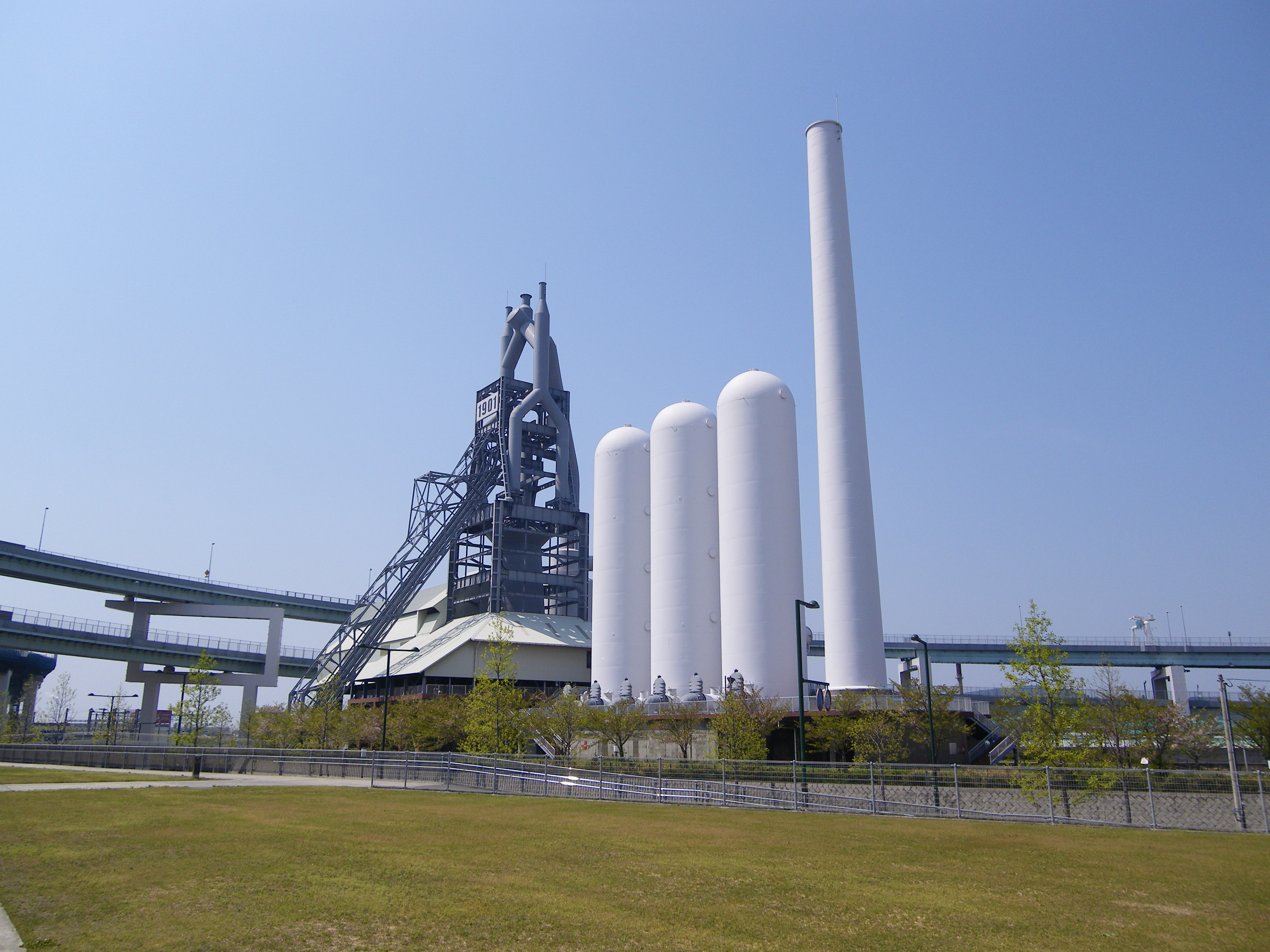
八幡製鐵所東田第一高爐

1871年廢藩置縣之後，福岡地區各藩均改為縣，最初設有豐津、千束、中津、福岡、秋月、久留米、柳川、三池八縣。在經過整併之後，豐前地區屬小倉縣，筑前地區屬福岡縣，筑後地區屬三瀦縣:58。1876年4月，福岡縣和小倉縣合併，三瀦縣和佐賀縣合併。同年8月，福岡縣的下毛、宇佐兩郡被併入大分縣，三瀦縣的舊佐賀縣部分和長崎縣合併，其餘部分和福岡縣合併，福岡縣現在的轄區範圍基本確定:58。
明治維新初期，福岡地區發生過農民反對徵兵的竹槍一揆等叛亂:59。1870年代後期，福岡縣也受到自由民權運動的影響，出現向陽社、共愛會等自由民權運動組織:59。1888年末，福岡縣有1,958町村，翌年減少至384町村，且設立福岡市、久留米市兩市。隨著日本產業的迅速近代化和甲午戰爭、日俄戰爭的影響，福岡縣的軍需、煤炭等產業快速發展，但糧食價格也因此快速上漲，影響了民眾生活:62。在明治初期，外貿地位重要的長崎縣和地處九州中部的熊本縣曾是九州的中心，集中了大量中央政府的分支機構。但隨著工業的發展使得福岡縣吸引了大量人口，福岡縣成為九州新的核心地區:24。19世紀後期至20世紀初期，紡織業和煤炭業是福岡縣發展最快的產業:63。1891年，門司至熊本之間的鐵路通車。這不僅是福岡縣的首條鐵路，亦促進了門司港海運的發展:64。1901年，八幡製鐵所開始投產，標誌日本鋼鐵業開始快速發展，在日本重工業史上有重要地位，也帶動北九州地區人口迅速增加。
第一次世界大戰更加速了福岡縣重工業的發展。1919年，福岡縣工廠的生產額是1914年的4.3倍:65。1920年代時，北九州地區已成為日本四大工業地帶之一:65。1918年，福岡縣也被米騷動波及，罷工等各類社會運動一時頻發:66。各類社會運動和大正民主的風潮使得福岡縣在1927年實現了首次普選（縣議員選舉），1928年實現了首次眾議院普選:69。然而1920年代後期，福岡縣也開始受到經濟大恐慌的影響。1931年，福岡縣的工業產值只有1929年的71%:69。1930年代之後，福岡縣的軍國主義色彩也日益增強，政府對經濟的干預以與日俱增。1941年，福岡縣經濟總量中工礦業已佔九成比例，其中又以金屬工業比重最大，顯示出軍需產業在經濟中的畸形比例:71。然而隨著戰局的激化導致鐵礦進口量減少，福岡縣的鋼鐵產量在二戰末期大幅減少。戰爭也嚴重影響了民眾生活，糧食和生活必需品被迫實施配給制，導致通貨膨脹和黑市橫行:72。1944年，福岡縣開始遭到空襲。在第二次世界大戰期間，小倉·八幡地區是福岡縣遭到空襲最多的地區，其次則是福岡市。1945年6月19日的福岡空襲導致902人犧牲。

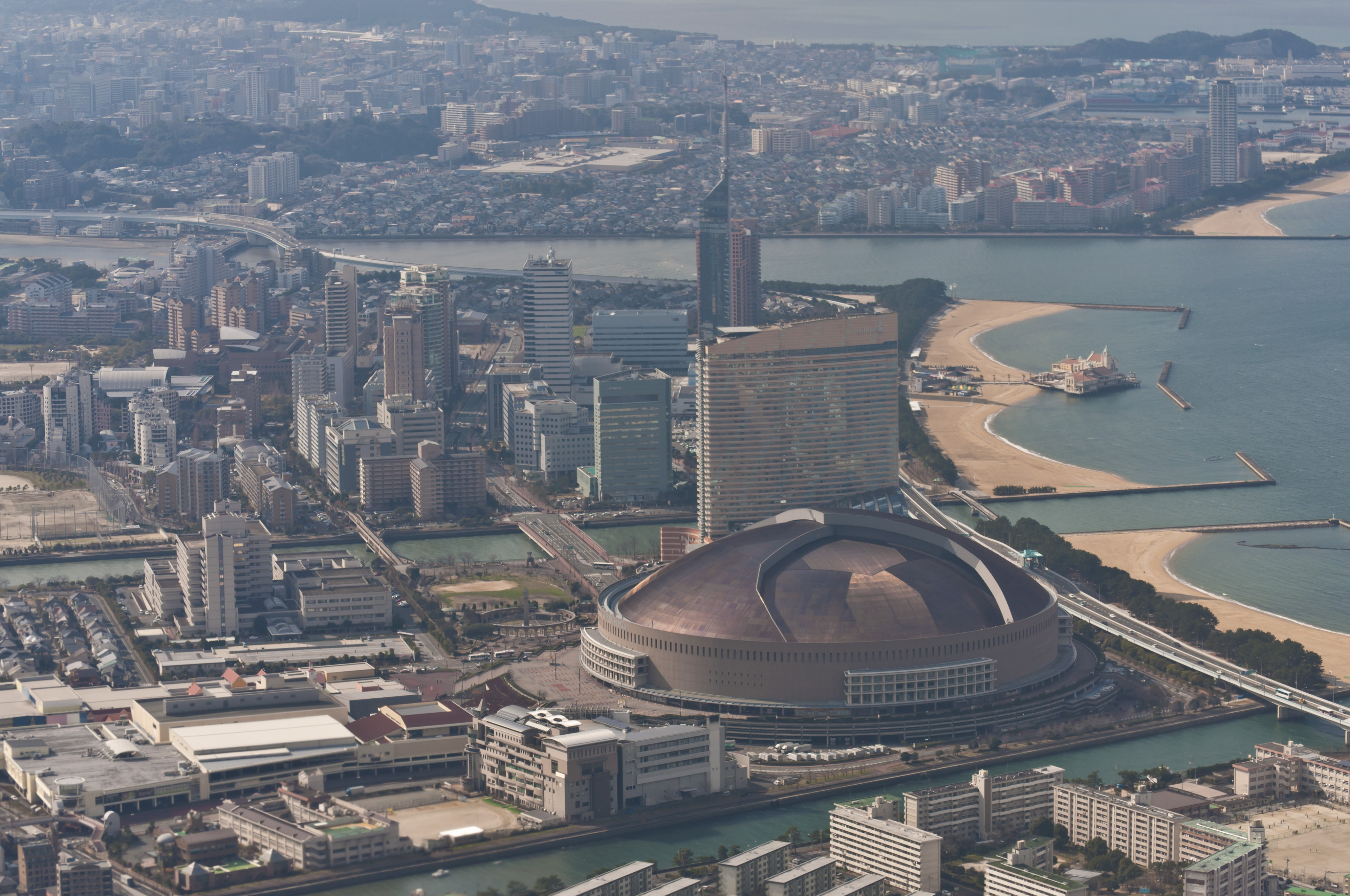
福岡市海濱百道水岸開發區

盟軍在1945年9月進駐福岡，開始盟軍佔領時期。戰後福岡縣因軍人復員而人口激增，加上農業生產受戰爭的影響，福岡縣一度陷入糧食危機:73。在盟軍佔領時期，福岡縣實施了土地改革，使得地主在福岡縣消失，促進了農民自立:73。1940年代後期至1950年代初期，隨著原料進口的重新開始和朝鮮戰爭的需求，福岡縣的重工業快速復興。1955年，八幡製鐵所的鋼材產量已接近1942年的水準:74。然而在1960年代之後，隨著能源革命使得石油取代煤炭成為主要能源，福岡縣的煤礦產業受到嚴重衝擊:75。由於二戰之後，太平洋工業帶成為日本主要重化學工業發展的地區，北九州工業地帶的地位相對下降。1955年，福岡縣的工業產值佔日本的4.9%，1965年時已減少到3.3%:75。另一方面，因戰後更多政府機構和大企業將在九州的分支部門遷移到福岡，使得福岡縣在九州內的地位更加提高:24。第一次石油危機後，服務業、汽車產業、科技產業在福岡縣經濟中的地位提高，成為福岡縣經濟的主要部分:75。以服務業為主的福岡市也在1970年代後期取代以重工業為主的北九州市成為福岡縣內人口最多城市。隨著經濟服務業化的進展和交通日益便捷，福岡縣在九州內的核心地位更加凸顯。九州它縣人口的流入使得九州內福岡縣的人口比例亦日益提高:60。現在福岡縣是日本少數人口增加的縣之一。但與此同時，福岡縣內部也出現人口過度集中至福岡市的問題。隨著九州新幹線的全線通車和航空路線的擴展，福岡縣的交通便利度在21世紀後更加提升，已成為連接日本和東亞大陸的交通要道。

## 地理

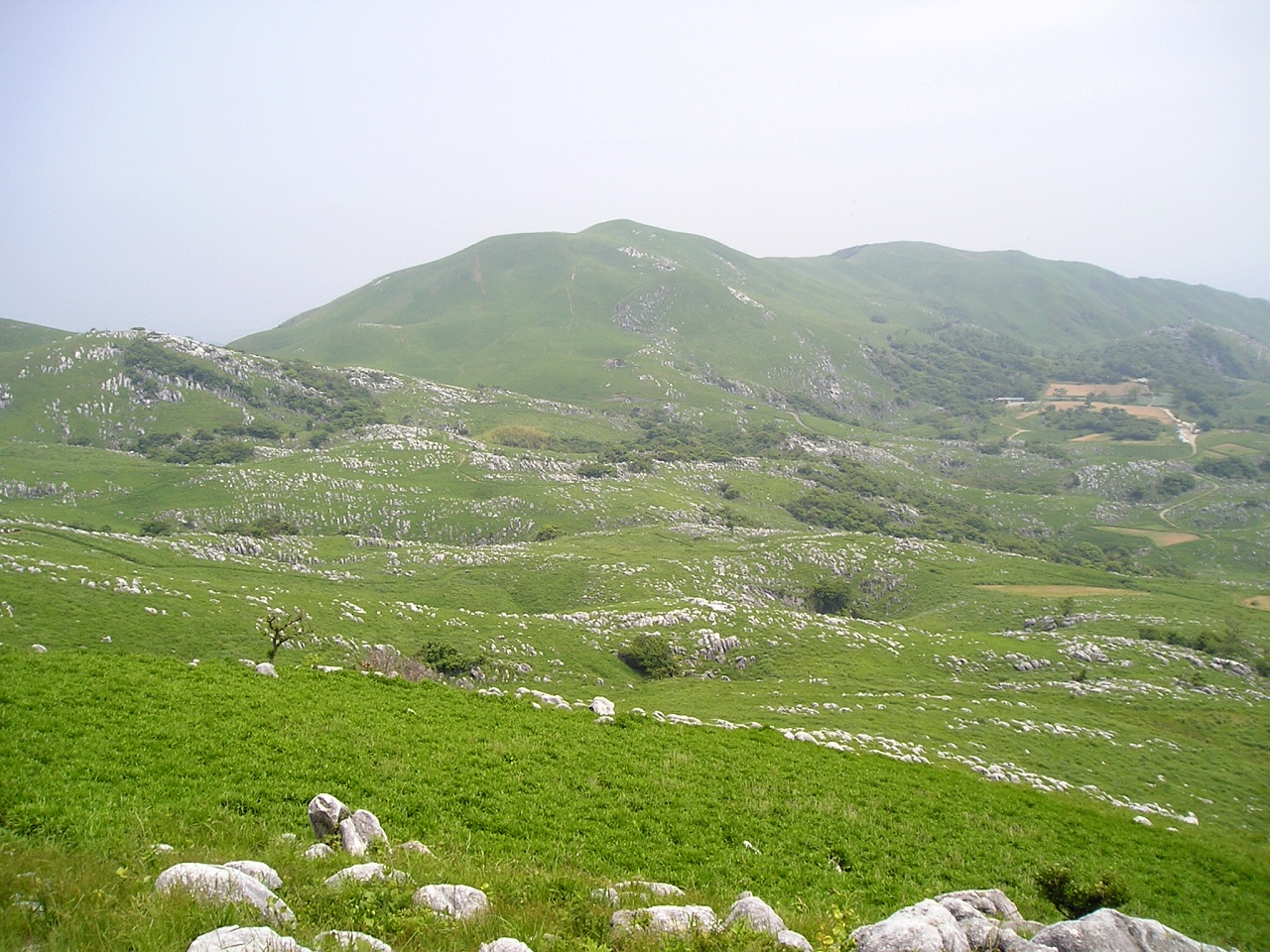
平尾台的喀斯特地形

福岡縣位於九州島的北部，隔關門海峽和本州相望，面積4986.4平方公里，是日本面積第29大縣。福岡縣內主要平原包括東北部的豐前平原、中北部的筑豐平原、西北部的福岡平原、南部的後平原。各平原之間有山地相隔，亦造就了福岡縣內不同的文化圈:138。豐前平原位於福岡縣東北部，內部被丘陵分為小倉平原、行橋平原、中津平原等部分。這一地區的主要城市是北九州市:139。福岡縣中北部的遠賀川流域由筑豐平原和環繞平原的筑紫山地構成，也是日本最大煤礦地帶之一豐煤田的所在地。筑豐丘陵將筑豐平原分為遠賀川上游的飯塚盆地、彥出川流域的田川盆地、犬鳴川流域的若宮盆地、遠賀川下游的直方平原等部分。這一地區昔日因煤礦而發達，現在則是福岡縣主要的農業區及工業區，並且分佈有北九州市、福岡市兩市的衛星城:139。福岡平原佔據了福岡縣西北部的大部分地區，也是福岡縣最早開始發展，人口最為密集的地區:140。筑後平原是筑後川、矢部川沖積形成的平原，和佐賀縣南部的平原合稱紫平原:140。福岡縣內的主要山地則有東部的福智山地；中部的三郡山地、古處山地；南部的耳納山地、筑肥山地；西部的脊振山地。福岡縣最高峰是位於福岡、大分兩縣交界處的筑肥山地的釋迦岳，在福岡縣內的最高點標高1229.5米。福岡縣有八個主要離島，其中以宗像市的大島面積最大。福岡縣沿海有不少地區通過填海獲得住宅及工業用地，北九州機場就興建在填海而成的人工島上。
福岡縣內有主要流經縣南部的後川和矢部川；自南向北流經縣中部的遠賀川；福岡縣和大分縣的界河山國川四條一級水系。筑後川和矢部川在過去經常發生洪水氾濫，因此當地民眾在筑後川下游地區興建了密集的人工水路，以疏導洪水:140。
福岡縣內有瀨戶內海國立公園一處國立公園，以及北九州國定公園、玄海國定公園、耶馬日田英彥山國定公園三處國定公園。北九州國定公園內有平尾台等喀斯特地形。玄海國定公園以多樣的海岸線景觀而著稱。耶馬日田英彥山國定公園內有貴重的日本山毛欅樹林，生態多樣性豐富。

福岡縣地形圖

### 氣候
福岡縣北部的部分地區有冬季日照時間短等日本海側氣候的特點，但大部分地區屬於太平洋側氣候，較為溫暖。福岡縣的低地地區年平均氣溫約16℃，1月平均氣溫約5-6℃，8月平均氣溫約27-28℃:141。山地雖氣溫較低地略低，但由於福岡縣內山地海拔並非很高，因此溫差也不極端。福岡縣北部低地的年降水量約1,600至1,800毫米，南部筑後平原的年降水量約1,800至2,000毫米，筑肥山地的年降水量可達近3,000毫米:141。6月至7月的梅雨季節是福岡縣降水最多的時期，低地在這一時期的降水量也可達500-800毫米:142。冬季的福岡縣受西伯利亞氣團控制的時間較多，但降水量較少:142。夏季小笠原氣團勢力強盛時，福岡縣會出現梅雨期降水偏少的情況，導致乾旱。而小笠原氣團勢力較弱時，梅雨前線則會停留在福岡縣附近地區，帶來豪雨並導致洪水發生:142。筑後平原等內陸平原地區三面環山，有內陸型氣候的特徵。

### 行政區劃
福岡縣現轄有28市、30町、2村，共60個市町村，全縣可按經濟、文化、歷史分為福岡、北九州、筑豐、筑後四個地區。福岡地區擁有福岡縣約半數的人口，也是福岡縣四個地區中唯一人口增加的地區:144，包括福岡市（下轄東區、博多區、中央區、南區、西區、城南區、早良區）、筑紫野市、春日市、大野城市、太宰府市、那珂川市、糟屋郡宇美町、篠栗町、志免町、須惠町、久山町、粕屋町、新宮町、宗像市、古賀市、福津市、糸島市、朝倉市、朝倉郡前町、東峰村。北九州地區是福岡縣主要的重工業區:25，擁有福岡縣兩大政令指定都市之一的北九州市，範圍包括北九州市（下轄門司區、若松區、戶畑區、小倉北區、小倉南區、八幡東區、八幡西區）、中間市、遠賀郡蘆屋町、水卷町、岡垣町、遠賀町、行橋市、豐前市、京都郡苅田町、京都町、築上郡吉富町、上毛町、築上町。豐地區包括直方市、宮若市、鞍手郡小竹町、鞍手町、飯塚市、嘉麻市、嘉穗郡桂川町、田川市、田川郡香春町、添田町、糸田町、川崎町、大任町、赤村、福智町，境內並無突出的核心城市。這一地區在古代以農業為主，20世紀前期因煤礦而興盛一時，但在煤礦關閉之後人口急劇減少:25。後地區是福岡縣的糧倉:25，中心城市是久留米市:150，範圍包括八女市、後市、八女郡廣川町、久留米市、大川市、小郡市、浮羽市、三井郡大刀洗町、三瀦郡大木町、大牟田市、柳川市、三山市。

## 人口
1920年日本首次人口普查時，福岡縣有人口218.8萬人。1940年時，福岡縣人口已突破300萬大關，達309.4萬人。二戰期間福岡縣人口一度減少，但戰後則因軍人復員返鄉而快速增加，1950年時達353萬人。1960年人口普查時，福岡縣的人口突破400萬大關。然而在1960年代，由於煤礦關閉導致人口嚴重外流，福岡縣的人口一度出現減少，1970年時才重新超過400萬人。此後福岡縣人口穩定增加。2000年時，福岡縣人口突破500萬人大關。但此後因老齡化、少子化問題，福岡縣人口增長速度趨緩。2017年5月1日時，福岡縣有人口5,107,489人。自2011年開始，福岡縣人口的自然增長率已是負數，但因人口遷入數多於人口流出數，使得福岡縣人口仍維持增長。九州·沖繩地方是福岡縣主要的人口遷入來源，而東京圈是福岡縣主要的人口流出目的地。2014年，福岡縣的總和生育率有1.46，略高於日本平均值1.42。

## 政治

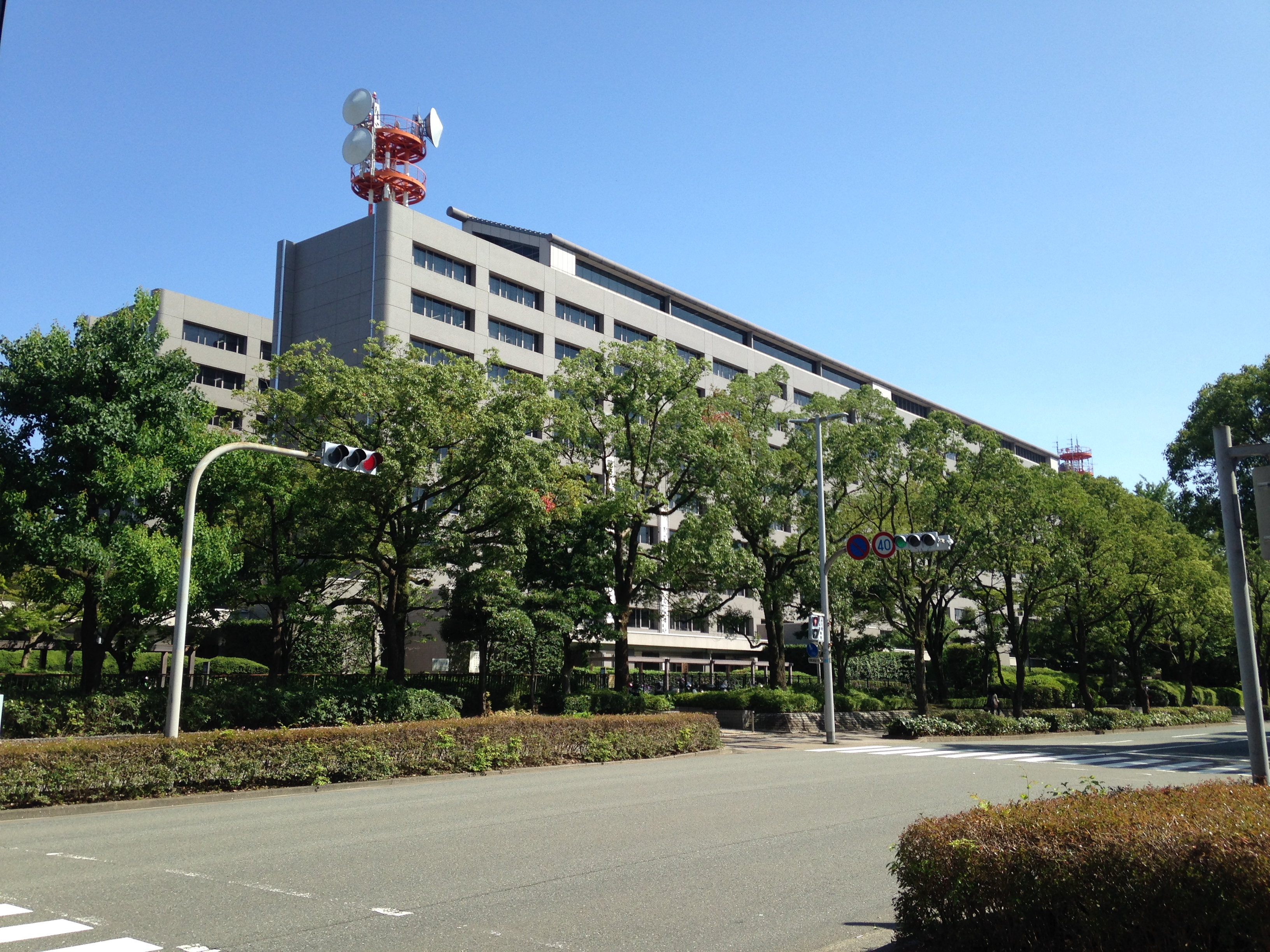
福岡縣廳

1996年日本導入小選舉區制之後，在眾議院選舉中，福岡縣被劃分為11個選舉區。這八個選舉區中，民進黨（前身是民主黨）只在都市型選區1區、9區有較多當選次數，其他選區均是自民黨有壓倒性優勢的保守王國。7區、8區的議席自創立以來就被自民黨壟斷，其中8區的麻生太郎更是日本政壇大佬，曾任第92任日本首相。在2014年日本眾議院選舉中，自民黨不僅獲得福岡縣全部11個眾議院議席，小選舉區的得票率也超過45%。自民黨候選人在2017年日本眾議院選舉時也成功在福岡縣全部選區當選。但在2021年日本眾議院選舉時，立憲民主黨候選人在福岡5、10區當選，無黨籍人士緒方林太郎在福岡9區當選。
參議院選舉中，福岡縣屬於福岡縣選舉區，共有6名議員，每次改選3名議員。現在福岡縣的參議院議員由自民黨、立憲民主黨、公明黨三黨瓜分。
福岡縣知事雖大多數時間內由保守派人士當選，但也出現過杉本勝次、鵜崎多一、奧田八二等革新派人士出任的記錄。現任福岡縣知事是服部誠太郎。他在小川洋擔任福岡縣知事期間是福岡縣副知事，在2021年當選福岡縣知事。福岡縣議會共有87名議員，其中自民黨是最大黨派，有39名議員。2018年度，福岡縣財政收入17,901.29億日元，支出17,492.92億日元，略有實現財政盈餘。2015年度，福岡縣的財政力指數有0.62，排名日本前列。

## 經濟
2017年度，福岡縣縣內生產總值達196,792億日元，其中第一產業佔比0.9%、第二產業佔比20.5%、第三產業佔比78.1%，佔日本國內生產總值約3.6%。

### 第一產業
2015年，福岡縣有農家52,704戶，農業從事者86,374人；農業生產額2.191億日元，排名日本第16位、九州第四位。福岡縣農業呈現都市近郊型農業的特徵，生產額中以蔬菜比例最高，其次是畜產、大米、水果。福岡縣的小麥、草莓、奇異果等農產品產量位居日本前列，並且是高檔草莓品種、高級牛肉博多和牛等特色農產品的產地。福岡縣的森林覆蓋率有45%，大幅低於日本平均值66%，森林面積中其中有三分之二是人工林。2014年，福岡縣林業生產額有123.7億日元，但其中104.2億是栽培蘑菇類，只有19億是木材生產額。2014年，福岡縣漁業生產額達260.54億日元，排名日本第17位。福岡縣內的筑前海、有明海、豐前海三大漁場各具特色，捕撈漁業和養殖漁業均較發達，紫菜養殖產量是日本第三。福岡縣的真鯛捕撈量是日本第一，河魨、三疣梭子蟹的捕撈量也居於前列。

### 第二產業
2014年，福岡縣工業品生產額有84,336億日元，其中以輸送機械的比例最高，其次是鋼鐵、食品，三者合計佔過半比例。就地區分佈來看，以北九州地區的比例最大，其次是福岡地區、筑豐地區、筑後地區。福岡縣內有豐煤田、糟屋煤田、三井三池煤礦等煤礦資源。1898年時，筑豐煤田的煤產量佔日本一半，是支撐福岡縣重工業發展的重要原因:178。但在1960年代之後，隨著石油取代煤炭成為工業的主要能源來源，福岡縣內的煤礦相繼關閉:82。自明治時代開始至戰後初期，福岡縣是日本重要的重工業地區。1940年時，福岡一縣的工業產值就佔日本全國的8%:175。然而福岡縣工業在日本的地位在戰後大幅下降。2000年時，福岡縣工業產值只佔日本的2.4%，但此後有所上升:176。北九州工業地帶是福岡縣主要的重工業區。北九州工業地帶因戰前日本最大煉鋼廠八幡製鐵所而興起，鋼鐵業也帶動了機械、化工等產業的發展:179。然而二戰之後，隨著中國產鐵礦的進口中斷和石油成為主要工業能源，北九州工業地帶在工業原料上失去競爭力，陷入低迷:180。現在北九州工業地帶利用克服公害的經驗發展環保產業:180，並積極幫助企業在北九州市設立研發機構:185，擁有TOTO等世界級企業。1960年代之後，福岡縣積極發展汽車等產業以取代煤礦產業成為新的支柱產業。豐田汽車九州、日產汽車九州總部設在福岡縣，並在福岡縣設有工廠，在兩家公司全體的生產體系中有重要地位。科技產業是福岡縣另一主力發展的工業。福岡縣擁有安川電機等世界領先的機器人企業，並且還有三菱電機、索尼等企業的半導體工廠。出光興產、普利司通等日本重要製造業企業也是發祥於福岡縣。

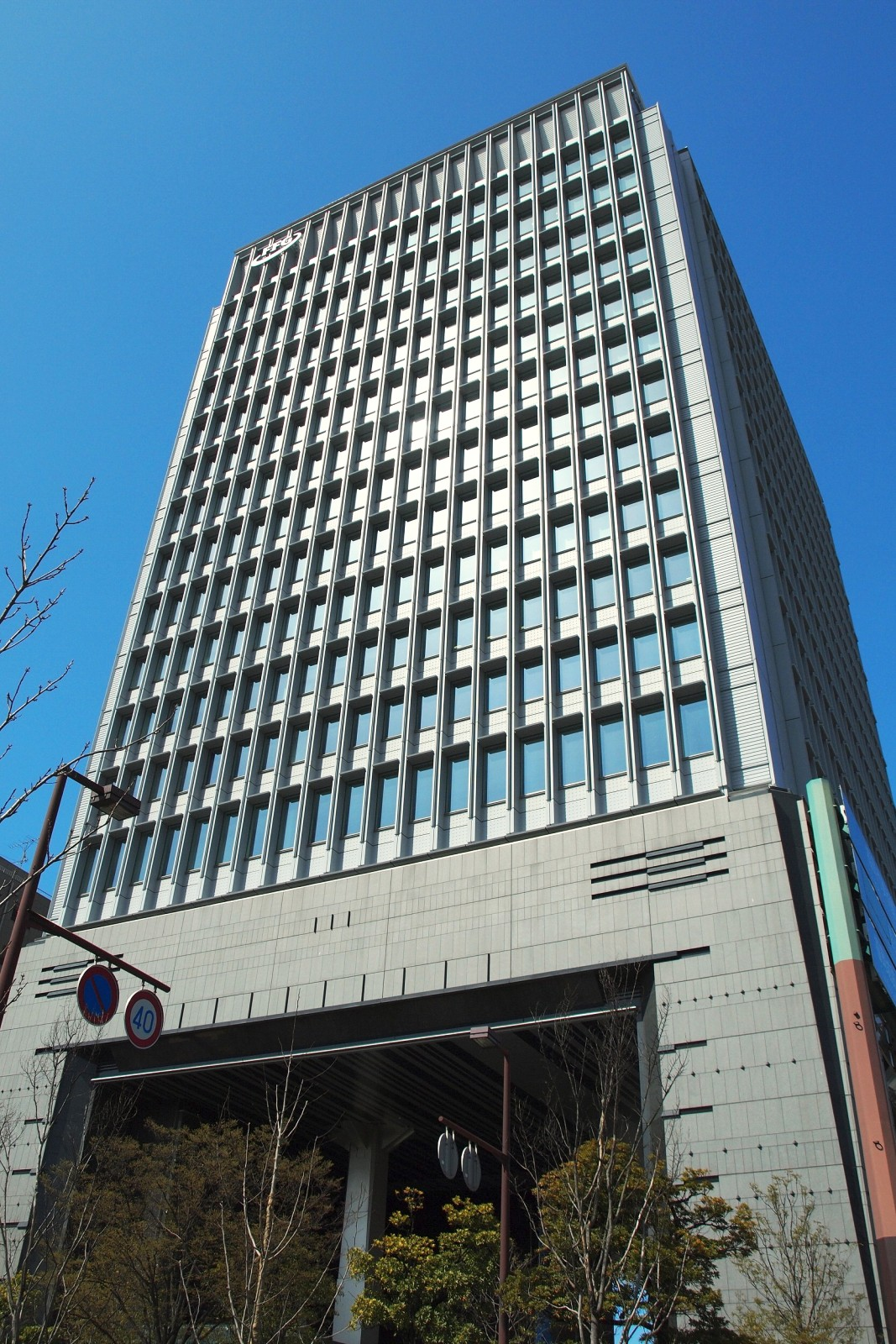
福岡銀行總部

### 第三產業
由於福岡縣在九州內的中心地位，九州電力、九州旅客鐵道等以全九州為業務範圍的基礎設施企業將總部設在福岡縣。福岡縣內有福岡銀行、西日本都市銀行、福岡中央銀行、邦銀行、北九州銀行五家地方銀行。其中福岡銀行和西日本都市銀行在九州各地均設有支行；福岡中央銀行和筑邦銀行則主要在福岡縣內開展業務；北九州銀行的前身則是山口銀行在福岡縣內的分行，也是日本最新設立的地方銀行。福岡銀行是福岡金融集團公司的主要子公司之一。福岡金融集團公司除了福岡銀行之外還擁有熊本銀行、親和銀行等子公司，是日本最大的地方銀行金融集團之一。日本銀行福岡分行則統轄日本銀行在九州·沖繩地區的業務。2014年，福岡縣商品銷售額有182,235億日元，排名日本第四位（僅次於東京都、大阪府、愛知縣），並佔九州·沖繩地區約半數的份額。商品銷售額中批發業有134,627億日元，零售業有47,608億日元。九州過半數超大型零售店位於福岡縣:97。福岡市集中了福岡縣約七成的批發業銷售額和超過三成的零售業銷售額，福岡市和北九州市合計佔福岡縣零售業銷售額的過半數。福岡縣主要的在地商業企業有岩田屋、井筒屋等。2015年，到訪福岡縣的觀光客達1.04億人次，但其中只有一成在福岡縣住宿。觀光客在2015年為福岡縣帶來11,541億日元的消費。近年福岡縣積極發展信息產業。福岡縣是日本呼叫中心數量較多的縣之一，並且積極吸引企業將網路數據中心設置在福岡縣:70。福岡市通過補助金制度以吸引呼叫中心、信息產業企業在福岡市投資。北九州亦積極吸引信息技術產業企業投資，並擁有日本最大的地圖企業Zenrin。

## 文化

### 方言
福岡縣內的方言可以分為（西部方言）、後方言（南部方言）、豐前方言（东部方言）三个地区:2。豐前方言受到本州方言的影響較強，而筑後方言则九州方言的色彩強烈，筑前方言介於兩者之間:2。在發音方面，豐前方言屬於東京式重音，筑前方言是准東京式重音，筑後方言大部分地區是無型重音:19。福岡市（西部方言）、久留米市（南部方言）、北九州市（東部方言）是三大方言區的代表都市:41。福岡縣是日本方言意識最強的地區之一，當地民眾對自身方言的喜好度極高:7。

### 文學
福岡縣擁有多位獲得過直木獎及芥川獎的作家。松本清張是日本最著名的推理作家之一，半生在北九州市度過。長谷健出生在柳川市，是日本著名的兒童文學作家。安部龍太郎著有多部歷史題材的小說，憑藉《等伯》在2013年獲得直木獎。福岡市出生的白石一文和其父白石一郎是直木獎歷史上首對父子獲獎者。時代小說作家杉本章子、葉室麟；台灣籍小說家東山彰良也是福岡縣出身的直木獎得主。

### 飲食文化

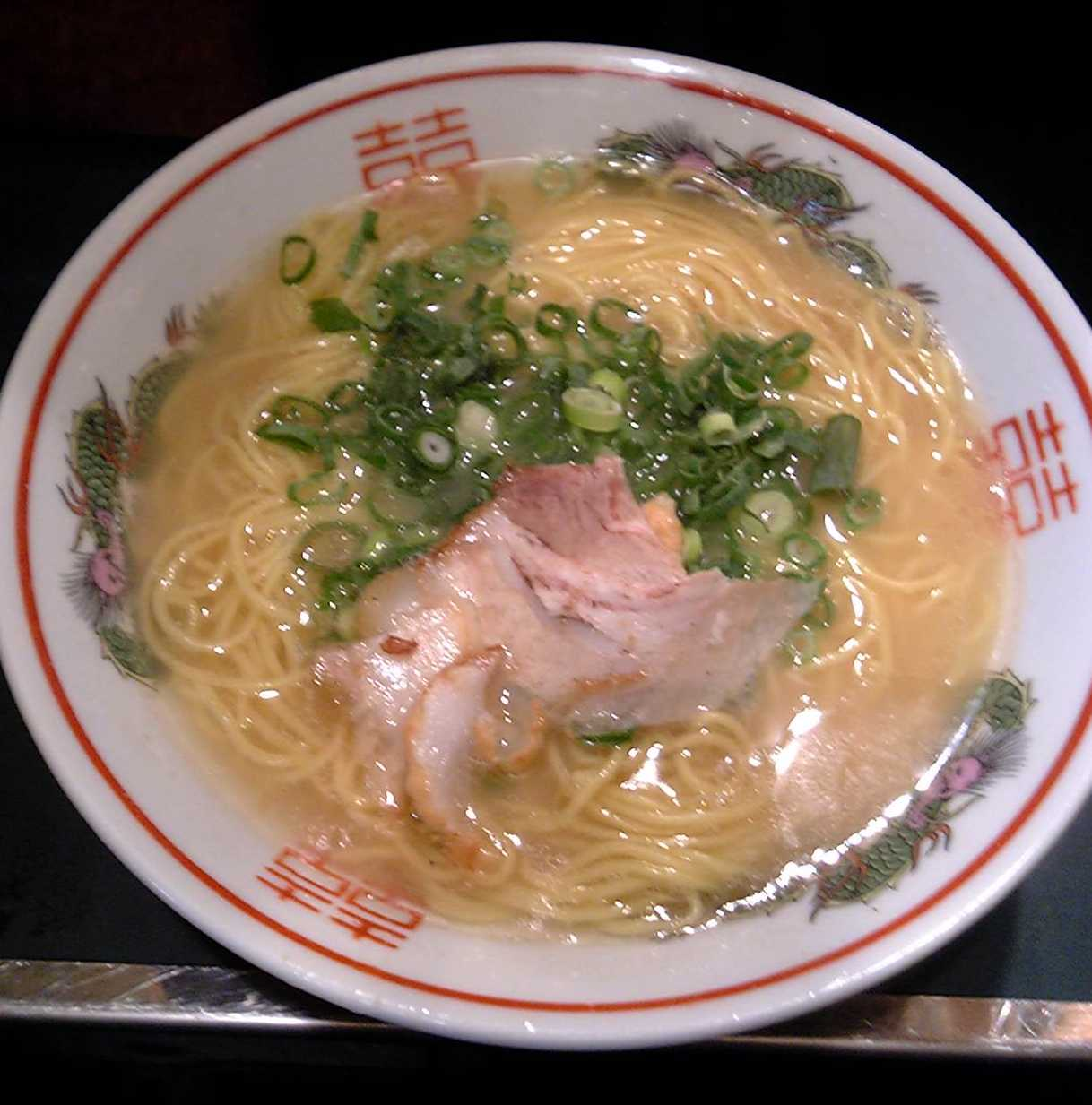
博多拉麵

福岡縣飲食文化十分發達，有強烈的地方特色。和醬油、味噌並列為日本拉麵三大流派之一的豚骨拉麵發祥於久留米市。博多拉麵已是日本最具代表性的拉麵口味之一，以極細的麵條、濃厚的湯汁、勁道的口感而著稱。以牛或豬的腸道為主要材料的腸鍋和以雞肉、蔬菜為主要材料的水炊是福岡縣最著名的火鍋類料理。辛子明太子是一種用辣椒淹漬的鱈魚子，起源於朝鮮半島，渡海之後是福岡縣最著名的特色食材之一。

### 節慶活動

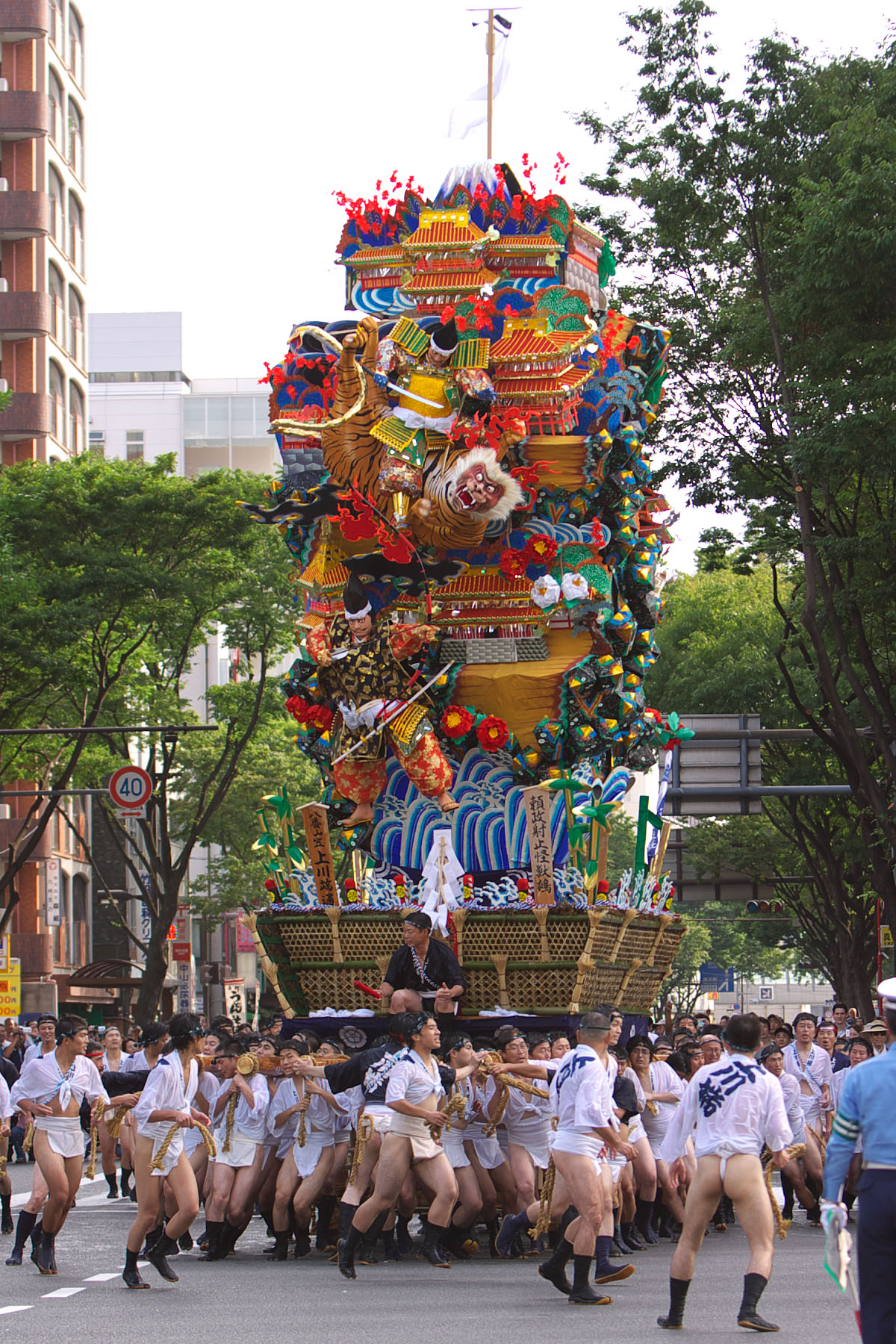
博多祇園山笠

日本三大祇園中，福岡縣就佔據了其中之二。博多祇園山笠於每年7月1日至15日舉行，起源於鎌倉時代，已有超過760年的歷史，被聯合國教科文組織列入非物質文化遺產。小倉祇園太鼓是八坂神社的例大祭，以太鼓競演而著稱，擁有約五百年的歷史，每年吸引約30萬人觀看。戶畑祇園大山笠雖非日本三大祇園，但和博多祇園山笠、小倉祇園太鼓並列為福岡縣夏季三大祭，是日本的重要無形民俗文化財。供日是九州北部秋祭的總稱。博多供日是櫛田神社的秋季例祭，也和長崎供日、唐津供日並列為日本三大供日。

### 媒體
西日本新聞創刊於1877年，總部位於福岡市，發行範圍包括九州七縣，是九州發行量最多的報紙。2016年，西日本新聞的日發行量達約66萬份。西日本新聞在福岡縣內分為都市福岡版、北九州版、筑後版、筑豐版四個不同版本，福岡縣內發行量達約52萬份。福岡縣是北海道以外唯一擁有多個NHK放送局的都府縣，縣內有NHK福岡放送局、NHK北九州放送局兩個放送局。福岡縣有JNN的RKB毎日放送（RKB，開播於1951年，是九州第一家民營廣播電視台）、ANN的九州朝日放送（KBC）、FNN的西日本電視台、NNN的福岡放送、TXN的TVQ九州放送五家民營電視台。RKB毎日放送和九州朝日放送還製作播出廣播節目。福岡縣有FM福岡、CROSS FM、LOVE FM國際放送三家民營FM廣播電台。

### 體育
福岡軟銀鷹的前身是創建於1938年的南海鷹，在1989年搬至福岡並改名福岡大榮鷹，於2005年因軟銀入主而改為現名，是日本職棒太平洋聯盟的球隊。福岡軟銀鷹自1938年創建以來已十七次贏得太平洋聯盟冠軍，七次贏得日本職棒第一，在2014、2015賽季更實現衛冕。福岡巨蛋是福岡軟銀鷹的主場。福岡縣有福岡黃蜂、北九州向日葵兩家日本職業足球聯賽球隊。福岡縣還有B聯賽的福岡新銳等職業體育俱樂部。福岡縣舉辦有北九州馬拉松、福岡國際馬拉松等普通市民亦可參加的體育活動。大相撲九州場所也在福岡縣舉辦。福岡市舉辦過1995年夏季世界大學運動會、2001年世界游泳錦標賽等國際體育大賽。

### 教育
九州大學創建於1911年，總部位於福岡市，是日本本土的七所帝國大學之一，設有文學院、教育學院、法學院、經濟學院、理學院、醫學院、牙醫學院、藥學院、工學院、藝術工學院、農學院十一個學院，是擁有超過1.8萬名學生的大型綜合性大學。福岡縣內另有創立於1909年的九州工業大學、創立於1949年的福岡教育大學兩所國立大學。福岡縣有福岡縣立大學、福岡女子大學、九州齒科大學、北九州市立大學四所公立大學。福岡縣私立大學眾多，其中規模較大的有由美南浸信會設立的西南學院大學、創建於1934年的福岡大學、創建於1960年的九州產業大學、前身是九州醫學專門學校的久留米大學。

## 交通

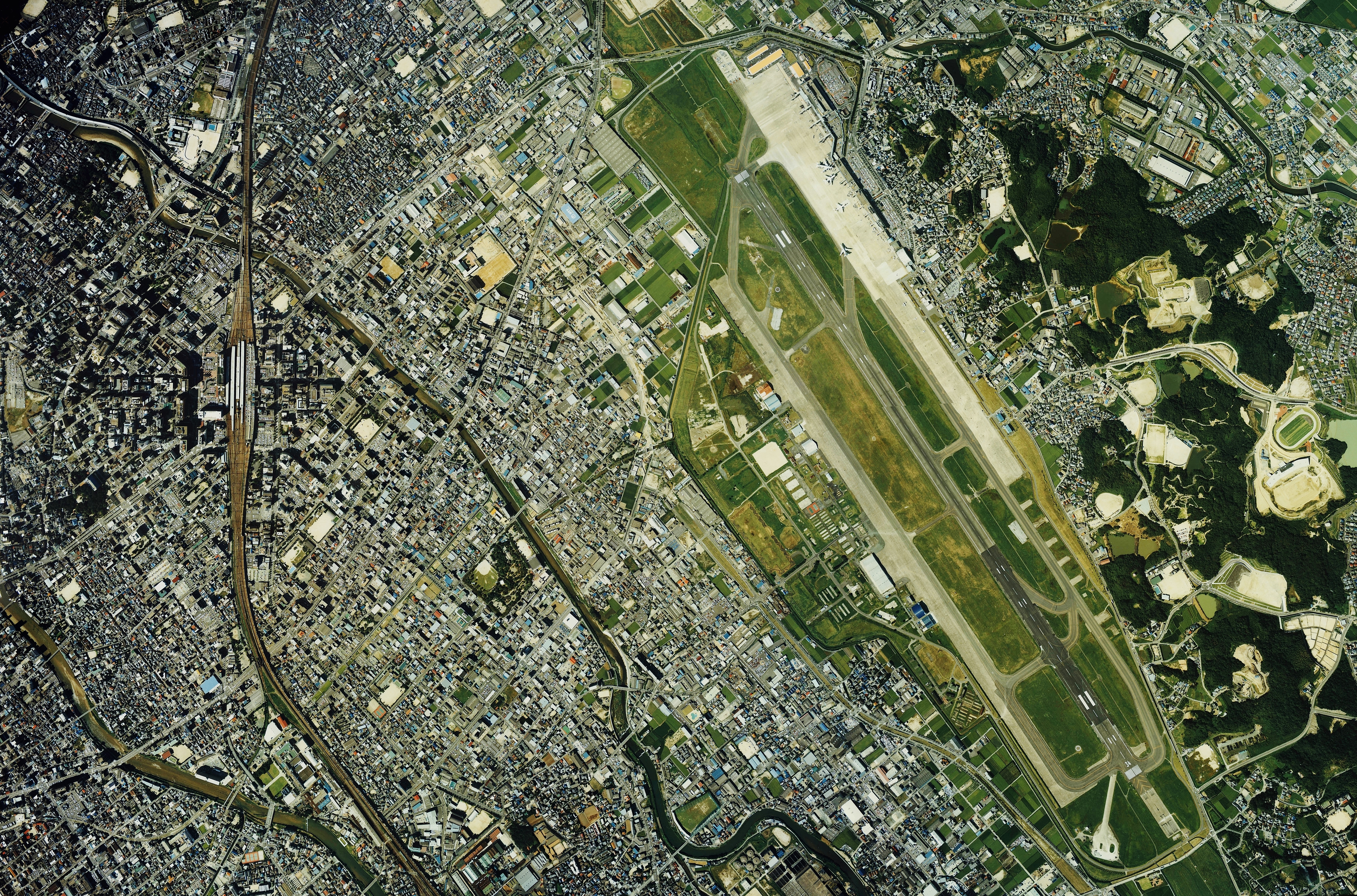
福岡機場和博多站的空拍，攝於1987年

福岡縣內的鐵路交通主要由九州旅客鐵道（JR九州）和西日本鐵道運營。JR九州在福岡縣內的在來線路線有鹿兒島本線、久大本線、日豐本線、豐本線、香椎線、篠栗線、肥線、日田彥山線、後藤寺線九條路線。福岡縣內博多站以北的新幹線屬於JR西日本的山陽新幹線，以南部分屬於JR九州的九州新幹線。JR西日本在福岡縣內還有博多南線一條路線。西日本鐵道是日本16家大手私鐵之一，也是三大都市圈之外唯一的大手私鐵，有天神大牟田線、太宰府線、甘木線、貝塚線四條路線。福岡縣內還有豐電氣鐵道（經營有筑豐電氣鐵道線）；甘木鐵道（經營有甘木線）；平成筑豐鐵道（經營有伊田線、糸田線、田川線、門司港懷舊觀光線）等鐵路業者。福岡市交通局有機場線、箱崎線、七隈線三條路線。北九州高速鐵道有小倉線一條單軌鐵路。皿倉山纜車是西日本最長的纜車。
福岡縣內有九州自動車道、東九州自動車道、大分自動車道、西九州自動車道等高速公路，並有26條一般國道和449條縣道。西鐵巴士是福岡縣最大的巴士業者，不僅經營有自福岡縣前往九州各地及本州的長途高速巴士，也在福岡縣各地經營有公共汽車。
福岡縣擁有北九州港、博多港兩座國際據點港灣。北九州港是連接日本海和瀨戶內海的要衝，不僅是貿易港亦是重要的工業港。博多港擁有多個貨櫃定期航線，並且和鐵路、公路的交通連接也十分便利。
福岡縣有福岡機場、北九州機場兩座民航機場。福岡機場於1945年開始使用，最初是軍用機場，於1951年開通民航航線，跑道全長2,800米。福岡機場不僅開通有前往日本各主要機場的定期航線，還開設有多個前往東亞地區及檀香山的國際航線。福岡機場地處市中心，交通十分便利，客流量也因此較多。2014年度，福岡機場的乘客數達2,000萬人次，位居日本第三。北九州機場是一座修建在海上人工島的24小時機場，開業於2006年，跑道全長2,500米。北九州機場現在運行有前往羽田、名古屋的國內定期航線，以及釜山、仁川、大連等地的國際定期航線。2015年度，北九州機場的乘客數有131.8萬人次。

## 觀光

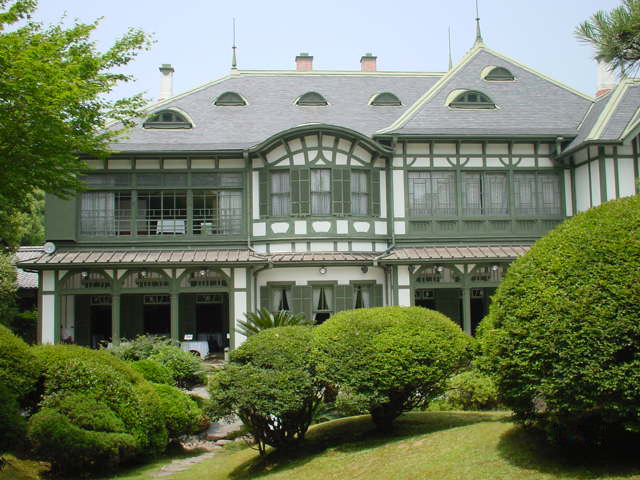
舊松本家住宅

福岡縣的觀光資源以人文觀光為主。九州門戶的門司港地區有眾多明治、大正時期的建築。現在這一地區作為門司港懷舊得到統一開發，被選入都市景觀100選。福岡市海濱百道地區是日本最早的親水都市開發地區，也是市民和遊客的休閒公園。位於海濱百道地區的福岡塔是日本最高的海濱高塔建築，在此可一覽福岡市全景。海之中道海濱公園是福岡市的另一大海濱景點。小倉城和福岡城是福岡縣具代表性的城郭建築。
位於太宰府市的太宰府天滿宮和京都市的北野天滿宮並為日本各地天滿宮的總本社，部分建築是日本的重要文化財，並且是賞梅的勝地。緊鄰太宰府天滿宮的九州國立博物館開幕於2005年，是日本第四家國立博物館，主要展示有關日本及東亞歷史的展品。福岡縣內有八女市的以白壁著稱的福島和黑木、朝倉市的江戶時代城下町景觀秋月、浮羽市的白壁建築群後吉井四處重要傳統的建造物群保存地區。柳川市的立花氏庭園和舊戶島家住宅是日本政府認定的名勝，並且是福岡縣具代表性的日本庭園。